# Station Linkowo
Station Linkowo is een spoorwegstation in de Poolse plaats Linkowo.